# Statistiche e record del Siracusa Calcio 1924
In questa pagina sono contenuti record e i dati statistici relativi al Siracusa Calcio 1924, società calcistica italiana - fondata nel 1924 - con sede a Siracusa.
Tutti i dati sono aggiornati al 23 dicembre 2019.

## Avversari affrontati più volte tra campionato e coppa Italia
Di seguito l'elenco delle avversarie più affrontate dal Siracusa Calcio tra campionato e coppa Italia.
| Tot gare | Squadra     | Edizione | V  | N  | P  |
| -------- | ----------- | --- | -- | -- | -- |
| 91       | Reggina     | 1924-25, 1925-26, 1926-27, 1928-29, 1930-31, 1931-32, 1932-33, 1933-34, 1934-35, 1945-46, 1956-57, 1957-58, 1958-59, Coppa Italia 1958-59, 1959-60, 1960-61, 1961-62, 1962-63, 1963-64, 1964-65, 1974-75, 1975-76, 1976-77, 1977-78, Coppa Italia 1978-79, 1979-80, 1980-81, Coppa Italia 1982-83, 1983-84, Coppa Italia 1984-85, 1985-86, Coppa Italia 1986-87, 1991-92, Coppa Italia 1991-92, 1992-93, 1993-94, 1994-95, 2015-16, 2016-17, 2017-18, Coppa Italia 2018-19, 2018-19, 2023-24, 2024-25                                                                                | 35 | 28 | 28 |
| 87       | Trapani     | 1932-33, 1933-34, 1934-35, 1942-43, 1958-59, 1959-60, 1960-61, 1961-62, 1962-63, 1963-64, 1964-65, 1965-66, 1966-67, 1967-68, 1970-71, 1972-73, Coppa Italia 1972-73, 1973-74, Coppa Italia 1973-74, 1974-75, 1975-76, 1976-77, 1977-78, 1978-79, 1985-86, 1986-87, Coppa Italia 1986-87, 1987-88, Coppa Italia 1987-88, 1988-89, Coppa Italia 1989-90, Coppa Italia 1993-94, 1994-95, 2002-03, Coppa Italia 2002-03, 2003-04, 2004-05, 2005-05, 2008-09, Coppa Italia 2010-11, 2011-12, Coppa Italia 2011-12, Coppa Italia 2017-18, 2017-18, Coppa Italia 2018-19, 2018-19, 2023-24 | 28 | 30 | 29 |
| 79       | Salernitana | 1928-29, 1929-30, 1930-31, 1931-32, 1933-34, 1934-35, 1939-40, 1946-47, 1948-49, 1949-50, 1950-51, 1951-52, 1952-53, 1956-57, 1957-58, 1958-59, 1959-60, 1960-61, 1961-62, 1962-63, 1963-64, 1964-65, 1965-66, 1967-68, 1971-72, 1972-73, 1973-74, 1974-75, 1975-76, 1976-77, 1977-78, 1979-80, Coppa Italia 1979-80, 1980-81, Coppa Italia 1983-84, Coppa Italia 1986-87, 1989-90, 1991-92, 1992-93, 1993-94 | 22 | 31 | 26 |
| 73       | Cosenza     | 1930-31, 1931-32, 1932-33, 1933-34, 1934-35, 1938-39, 1939-40, 1940-41, 1941-42, 1945-46, 1946-47, 1947-48, 1958-59, 1959-60, 1960-61, 1964-65, 1965-66, 1966-67, 1967-68, 1971-72, 1972-73, 1980-81, 1981-82, Coppa Italia 1985-86, 2003-04, 2004-05, 2005-05, 2006-07, 2007-08, 2010-11, 2016-17, 2017-18 | 26 | 19 | 28 |
| 62       | Messina     | 1926-27, 1927-28, 1928-29, 1929-30, 1930-31, 1931-32, 1938-39, 1939-40, 1945-46, 1950-51, 1951-52, 1952-53, 1971-72, 1972-73, 1974-75, 1975-76, 1976-77, Coppa Italia 1977-78, 1978-79, Coppa Italia 1979-80, Coppa Italia 1980-81, 1981-82, Coppa Italia 1981-82, 1982-83, Coppa Italia 1982-83, Coppa Italia 1984-85, Coppa Italia 1985-86, 1992-93, 2008-09, 2016-17 | 25 | 18 | 19 |
| 57       | Catania     | 1930-31, 1931-32, 1932-33, 1933-34, 1938-39, 1940-41, Coppa Italia 1940-1941, 1941-42, 1942-43, 1949-50, 1950-51, 1951-52, 1952-53, 1974-75, Coppa Italia 1974-75, 1977-78, Coppa Italia 1977-78, 1979-80, Coppa Italia 1988-89, 1989-90, Coppa Italia 1989-90, 1990-91, Coppa Italia 1990-91, 1991-92, Coppa Italia 1991-92, 1992-93, Coppa Italia 1992-93, Coppa Italia 2016-17, 2016-17, 2017-18, 2018-19 | 14 | 18 | 26 |
| 54       | Marsala     | 1942-43, 1958-59, 1959-60, 1960-61, 1961-62, 1962-63, 1963-64, 1964-65, 1969-70, 1970-71, Coppa Italia 1972-73, 1973-74, 1974-75, 1975-76, Coppa Italia 1975-76, 1976-77, 1977-78, Coppa Italia 1978-79, 1978-79, 1981-82, 1982-83, 1983-84, 2002-03, 2003-04, 2004-05, 2015-16 | 22 | 19 | 13 |
| 54       | Akragas     | 1932-33, 1939-40, Coppa Italia 1939-40, 1942-43, 1959-60, 1960-61, 1961-62, 1962-63, 1963-64, 1964-65, 1965-66, 1966-67, 1967-68, 1968-69, 1969-70, 1970-71, 1981-82, 1982-83, Coppa Italia 1983-84, 1985-86, Coppa Italia 1992-93, Coppa Italia 1993-94, 2001-02, Coppa Italia 2016-17, 2016-17, 2017-18, 2023-24 | 26 | 16 | 12 |
| 52       | Lecce       | 1938-39, 1939-40, 1940-41, 1941-42, 1946-47, 1947-48, 1948-49, 1953-54, 1954-55, 1958-59, 1959-60, 1960-61, 1961-62, 1962-63, 1963-64, 1964-65, 1965-66, 1966-67, 1967-68, 1971-72, 1972-73, 1973-74, 1974-75, 1975-76, 2016-17, 2017-18 | 16 | 14 | 22 |
| 47       | Taranto     | 1928-29, 1929-30, 1931-32, 1938-39, Coppa Italia 1938-39, 1939-40, 1940-41, 1941-42, 1946-47, 1947-48, 1948-49, 1949-50, 1953-54, 1960-61, 1961-62, 1962-63, 1963-64, 1964-65, 1965-66, 1966-67, 1967-68, 1989-90, 2010-11, 2016-17 | 14 | 13 | 20 |
| 45       | Casertana   | 1958-59, 1959-60, 1964-65, 1963-64, 1964-65, 1965-66, 1966-67, 1967-68, 1971-72, 1972-73, 1973-74, 1974-75, 1975-76, 1978-79, 1989-90, 1990-91, 1992-93, 1998-99, 2004-05, 2007-08, 2016-17, 2017-18, 2018-19 | 13 | 9  | 23 |
| 43       | Crotone     | 1945-46, 1959-60, 1960-61, 1961-62, 1962-63, 1964-65, 1965-66, 1966-67, 1967-68, 1971-72, 1972-73, 1973-74, 1974-75, 1975-76, Coppa Italia 1975-76, 1976-77, 1977-78, 1978-79, 1984-85, 1987-88, 1988-89, Coppa Italia 1990-91 | 15 | 17 | 11 |
| 43       | Giarre      | 1986-87, 1987-88, Coppa Italia 1988-89, Coppa Italia 1989-90, 1989-90, 1990-91, 1991-92, Coppa Italia 1991-92, 1992-93, 1993-94, 1996-97, 1997-98, Coppa Italia 1997-98, 1999-00, 2000-01, 2001-02, 2004-05, 2005-06, Coppa Italia 2005-06, 2006-07, 2014-15 2014-15, 2020-21 | 13 | 13 | 17 |
| 44       | Leonzio     | 1945-46, 1969-70, 1970-71, Coppa Italia 1973-74, Coppa Italia 1988-89, 1988-89, Coppa Italia 1990-91, Coppa Italia 1991-92, Coppa Italia 1993-94, 1993-94 1996-97, 1997-98, 1999-00, 2000-01, 2002-03, Coppa Italia 2002-03, 2003-04, Coppa Italia 2003-04, 2012-13, 2017-18, Coppa Italia 2018-19, 2018-19, 2021-22, 2022-23 | 23 | 10 | 11 |
| 40       | Barletta    | 1958-59, 1959-60, 1960-61, 1961-62, 1966-67, 1967-68, 1972-73, 1973-74, 1974-75, 1975-76, 1976-77, 1977-78, 1981-82, 1991-92, 1992-93, 1993-94, 1994-95, 2009-10, 2010-11, 2011-12 | 11 | 17 | 12 |
| 40       | Turris      | 1971-72, 1972-73, 1973-74, 1974-75, 1975-76, 1976-77, 1977-78, 1979-80, 1980-81, 1981-82, 1982-83, 1983-84, 1984-85, 1985-86, 1986-87, 1987-88, 1988-89, 1994-95, 2005-06, 2007-08 | 20 | 6  | 14 |
| 37       | Catanzaro   | 1930-31, 1931-32, 1932-33, 1945-46, 1946-47, 1953-54, 1954-55, 1955-56, 1956-57, 1957-58, 1958-59, 1990-91, Coppa Italia 1994-95, 2009-10, 2009-10, Coppa Italia 2010-11, 2016-17, 2017-18, 2018-19 | 12 | 11 | 14 |
| 36       | Chieti      | 1928-29, 1958-59, 1959-60, 1960-61, 1961-62, 1962-63, 1963-64, 1964-65, 1965-66, 1967-68, 1971-72, 1972-73, 1973-74, 1979-80, 1991-92, 1992-93, 1993-94, 1994-95 | 11 | 11 | 14 |
| 35       | Juve Stabia | 1929-30, 1931-32, 1932-33, Coppa Italia 1939-40, 1951-52, 1972-73, 1974-75, 1985-86 1986-87, 1987-88 1988-89, 1993-94 1994-95, 2002-03, 2009-10, 2010-11, 2016-17, 2017-18, 2018-19 | 16 | 8  | 11 |
| 35       | Acireale    | 1932-33, 1968-69, 1971-72, 1972-73, Coppa Italia 1972-73, 1973-74, Coppa Italia 1973-74, 1974-75, Coppa Italia 1974-75, 1975-76, Coppa Italia 1975-76, Coppa Italia 1989-1990, Coppa Italia 1990-1991, Coppa Italia 1991-1992, 1991-92, 1992-93, 2013-14, 2014-15, 2023-24 | 18 | 7  | 10 |
| 32       | Pescara     | 1933-34, 1946-47, 1947-48, 1948-49, 1958-59, 1959-60, 1960-61, 1961-62, 1962-63, 1963-64, 1964-65, 1965-66, 1966-67, 1967-68, 1971-72, 1973-74 | 14 | 7  | 11 |
| 32       | Potenza     | 1934-35, 1938-39, 1939-40, 1940-41, 1941-42, 1961-62, 1962-63, 1971-72, 1972-73, 1975-76, 1978-79, 1981-82, 1982-83, 1984-85, 1992-93, 1993-94, 2018-19 | 12 | 11 | 9  |
| 31       | Ragusa      | 1968-69, 1969-70, 1970-71, Coppa Italia 1975-76, 1977-78, 1978-79, Coppa Italia 1978-79, Coppa Italia 1979-80, 1998-99, CoppaItalia 1998-99, 2005-06, 2006-07, Coppa Italia 2006-07, Coppa Italia 2006-07, 2020-21, 2021-22, Coppa Italia 2023-24, 2023-24 | 17 | 9  | 5  |
| 30       | Sorrento    | 1972-73, 1973-74, 1974-75, 1975-76, 1976-77, 1977-78, 1978-79, Coppa Italia 1978-79, 1981-82, 1982-83, 1983-84, 1984-85, 1987-88, 1988-89, 2005-06 | 6  | 15 | 9  |
| 30       | Modica      | Coppa Italia 1976-77, 1981-82, Coppa Italia 1981-82, 1996-97, 1999-00, 2000-01, 2001-02, 2003-04, Coppa Italia 2003-04, 2004-05, 2007-08, 2008-09, 2013-14, 2014-15, 2019-20, 2022-23 | 12 | 7  | 11 |
| 29       | Nissa       | 1932-33, 1933-34, 1934-35, 1942-43, 1968-69, 1969-70, 1970-71, 1984-85, Coppa Italia 1984-85, 1985-86, Coppa Italia 1985-86, Coppa Italia 1986-87, 1986-87, 2001-02, 2008-09 | 14 | 10 | 5  |
| 28       | Nocerina    | 1928-29, 1929-30, 1947-48, 1973-74, 1974-75, 1975-76, 1976-77, 1977-78, 1979-80, 1983-84, 1985-86, 2007-08, Coppa Italia 2009-10, 2010-11 | 10 | 9  | 9  |
| 27       | Palermo     | 1928-29, 1929-30, 1939-40, 1941-42, 1944-45, 1946-47, 1947-48, Coppa Italia 1987-88, 1987-88, 1989-90, 1990-91, 1991-92 | 7  | 7  | 13 |
| 27       | Vittoria    | 1978-79, Coppa Italia 1978-79, Coppa Italia 1979-80, 1996-97, Coppa Italia 1996-97, 1998-99, CoppaItalia 1998-99, 2002-03, 2007-08, Coppa Italia 2007-08, 2008-09, 2013-14, 2014-15, Coppa Italia 2014-15 | 15 | 6  | 6  |
| 26       | Avellino    | 1959-60, 1960-61, 1962-63, 1964-65, 1965-66, 1966-67, 1967-68, 1971-72, 1972-73, 1992-93, 1993-94, 1994-95 | 10 | 4  | 12 |
| 26       | Paternò     | 1968-69, 1969-70, 1970-71, Coppa Italia 1995-96, 1996-97, 1997-98, Coppa Italia 1997-98, 1999-00, 2006-07, Coppa Italia 2006-07, 2007-08, 2014-15 | 14 | 6  | 6  |
| 25       | Brindisi    | 1938-39, 1939-40, 1940-41, 1941-42, 1946-47, 1947-48, 1971-72, 1976-77, 1977-78, 1981-82, 1989-90, Poule Scudetto 2008-09, 2009-10 | 9  | 7  | 9  |
| 23       | Benevento   | 1934-35, 1960-61, 1961-62, 1974-75, 1975-76, 1976-77, 1977-78, 1979-80, 1980-81, 1987-88, 1988-89, 2010-11 | 5  | 8  | 10 |
| 22       | Foggia      | 1929-30, 1939-40, 1940-41, 1941-42, 1946-47, 1958-59, 1959-60, 1961-62, 1979-80, 2010-11, 2016-17 | 14 | 3  | 5  |
| 22       | Frosinone   | 1966-67, 1971-72, 1972-73, 1973-74, 1974-75, 1982-83, 1983-84, 1984-85, 1985-86, 1986-87, 2011-12 | 7  | 9  | 6  |

## Avversari vincitori di scudetto affrontati in campionato
Di seguito l'elenco delle avversarie vincitori di scudetti affrontate dal Siracusa Calcio in campionato.
| Tot gare | Squadra      |   | Edizione                                              | V | N | P |
| -------- | ------------ | - | ----------------------------------------------------- | - | - | - |
| 10       | Verona       | 1 | 1948-1949, 1949-1950, 1950-1951, 1951-1952, 1952-1953 | 4 | 2 | 4 |
| 4        | Napoli       | 2 | 1948-1949, 1949-1950                                  | 1 | 1 | 2 |
| 4        | Genoa        | 9 | 1951-1952, 1952-1953                                  | 1 | 1 | 2 |
| 4        | Cagliari     | 1 | 1929-1930, 1952-1953                                  | 0 | 2 | 2 |
| 2        | Roma         | 3 | 1951-1952                                             | 0 | 1 | 1 |
| 2        | Pro Vercelli | 7 | 1957-1958                                             | 1 | 0 | 1 |

## Partecipazione alla Coppa Anglo-Italiana
Di seguito la partecipazione del Siracusa Calcio all'edizione della Coppa Anglo-Italiana del 1976 con i relativi incontri disputati:
| Data           | Avversario                  | Risultato | Sede incontro |
| -------------- | --------------------------- | --------- | ------------- |
| 4 maggio 1976  | Nuneaton Borough - Siracusa | 3-0       | Inghilterra   |
| 19 maggio 1976 | Wimbledon - Siracusa        | 3-0       | Inghilterra   |
| 13 giugno 1976 | Siracusa - Nuneaton Borough | 0-0       | Italia        |
| 16 giugno 1976 | Siracusa - Wimbledon        | 1-0       | Italia        |

## Partite amichevoli contro squadre nazionali
Di seguito le squadre nazionali affrontate in amichevole dalla squadra azzurra:
| Data             | Avversario | Risultato | Sede incontro |
| ---------------- | ---------- | --------- | ------------- |
| 5 marzo 1974     | Svezia     | 1-4       | Siracusa      |
| 23 dicembre 1982 | Bulgaria   | 0-0       | Siracusa      |

## Il derby della provincia

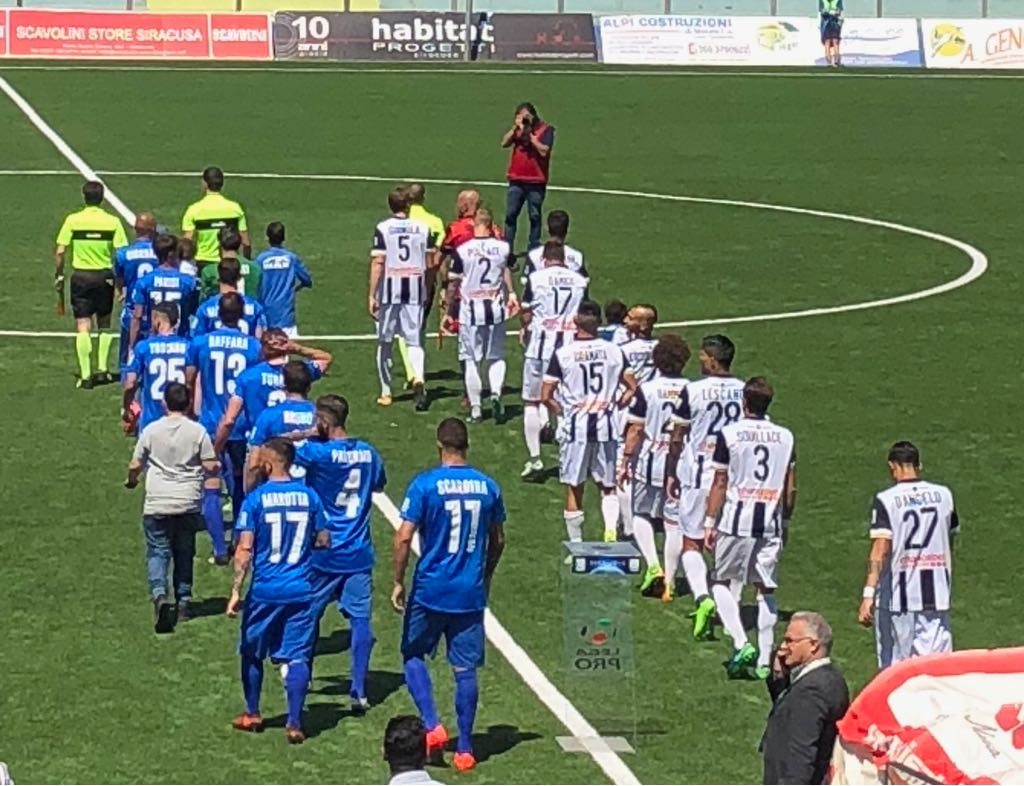
6 maggio 2018 - Siracusa-Sicula Leonzio 1-0, il derby della provincia torna a disputarsi in Serie C.

Il 1º derby ufficiale della storia tra Siracusa e Leonzio avviene il 13 gennaio 1946. Disputato a Siracusa, lo vincono gli azzurri per 1 a 0 con rete di Ottavio Paparella al 72'. 
Siracusa: Pistorino, Menegatti, Ciurli, Pala, Ambrogio, Carpinteri, Carussio, Fazzina, Paparella, Campisi, Curti.
Allenatore: Cancelliere
Leonzio: Tagliaverga, Mirabella, Floresta, Di Stefano, Fardella, Di Pietro, Puleio, Martinez, Cavaleri, Grimaldi, Lasacona.
Allenatore: Zammataro
Arbitro: Gentile di Catanzaro.
Qui di seguito si riporta la lista completa in ordine cronologico dei 44 derby calcistici disputati in gare ufficiali dal 1946.
| Derby n° | Data              | Stadio Competizione                                                    | Stagione  | Match            | Risultato        | Marcatori                                                                       | Marcatori                                           |
| -------- | ----------------- | ---------------------------------------------------------------------- | --------- | ---------------- | ---------------- | ------------------------------------------------------------------------------- | --------------------------------------------------- |
| 1        | 13 gennaio 1946   | Stadio del Littorio, Siracusa Serie C                                  | 1945-1946 | Siracusa-Leonzio | 1-0              | 72' Paparella                                                                   |                                                     |
| 2        | 14 aprile 1946    | Stadio Comunale, Lentini Serie C                                       | 1945-1946 | Leonzio-Siracusa | 2-1              | 25' Scuderi, 82' Gentile                                                        | 27' Carussio                                        |
| 3        | 5 ottobre 1969    | Stadio Angelino Nobile, Lentini Serie D                                | 1969-1970 | Leonzio-Siracusa | 1-0              | 5' Caldarella (r)                                                               |                                                     |
| 4        | 8 febbraio 1970   | Stadio Vittorio Emanuele III, Siracusa Serie D                         | 1969-1970 | Siracusa-Leonzio | 0-0              |                                                                                 |                                                     |
| 5        | 20 settembre 1970 | Stadio Vittorio Emanuele III, Siracusa Serie D                         | 1970-1971 | Siracusa-Leonzio | 1-2              | 90' Lobascio                                                                    | 5' Scuderi, 42' Caldarella (r)                      |
| 6        | 24 gennaio 1971   | Stadio Angelino Nobile, Lentini Serie D                                | 1970-1971 | Leonzio-Siracusa | 0-0              |                                                                                 |                                                     |
| 7        | 29 agosto 1973    | Stadio Vittorio Emanuele III, Siracusa Coppa Italia Semiprofessionisti | 1973-1974 | Siracusa-Leonzio | 1-0              | 74' Bozzi                                                                       |                                                     |
| 8        | 9 settembre 1973  | Stadio Angelino Nobile, Lentini Coppa Italia Semiprofessionisti        | 1973-1974 | Leonzio-Siracusa | 0-2              |                                                                                 | 6' Sangiorgio (aut.), 16' Canetti                   |
| 9        | 21 agosto 1988    | Stadio Angelino Nobile, Lentini Coppa Italia Serie C                   | 1988-1989 | Leonzio-Siracusa | 2-0              | 48' Pincio, 82' Pecoraro                                                        |                                                     |
| 10       | 31 agosto 1988    | Stadio Nicola De Simone, Siracusa Coppa Italia Serie C                 | 1988-1989 | Siracusa-Leonzio | 1-1              | 2' Aita                                                                         | 34' Pitino                                          |
| 11       | 25 settembre 1988 | Stadio Nicola De Simone, Siracusa Serie C2                             | 1988-1989 | Siracusa-Leonzio | 1-0              | 62' Mariotti (r)                                                                |                                                     |
| 12       | 5 febbraio 1989   | Stadio Angelino Nobile, Lentini Serie C2                               | 1988-1989 | Leonzio-Siracusa | 0-1              |                                                                                 | 41' Pannitteri                                      |
| 13       | 6 settembre 1989  | Stadio Angelino Nobile, Lentini Coppa Italia Serie C                   | 1989-1990 | Leonzio-Siracusa | 0-0              |                                                                                 |                                                     |
| 14       | 9 settembre 1990  | Stadio Nicola De Simone, Siracusa Coppa Italia Serie C                 | 1990-1991 | Siracusa-Leonzio | 2-0              | 19' Maragliulo, 46' Bizzarri                                                    |                                                     |
| 15       | 28 agosto, 1991   | Stadio Angelino Nobile, Lentini Coppa Italia Serie C                   | 1991-1992 | Leonzio-Siracusa | 0-6              |                                                                                 | 10', 54', 59' Paradiso, 79', 89'Lucidi, 88' Balleri |
| 16       | 25 agosto 1993    | Stadio Angelino Nobile, Lentini Coppa Italia Serie C                   | 1993-1994 | Leonzio-Siracusa | 1-0              | 43' De Amicis                                                                   |                                                     |
| 17       | 14 novembre 1993  | Stadio Nicola De Simone, Siracusa Serie C1                             | 1993-1994 | Siracusa-Leonzio | 5-1              | 28' Di Stefano (aut.), 61' La Spada, 84' Scaringella, 89' Limetti, 92' Marziano | 47' Musumeci                                        |
| 18       | 10 aprile 1994    | Stadio Angelino Nobile, Lentini Serie C1                               | 1993-1994 | Leonzio-Siracusa | 1-0              | 68' Malaguarnera                                                                |                                                     |
| 19       | 22 dicembre 1996  | Stadio Angelino Nobile, Lentini Eccellenza                             | 1996-1997 | Leonzio-Siracusa | 2-2              | 36' Zani, 81' Scifo                                                             | 13' Quattropani, 30' Mallia                         |
| 20       | 4 maggio 1997     | Stadio Nicola De Simone, Siracusa Eccellenza                           | 1996-1997 | Siracusa-Leonzio | 1-1              | 57' Franzò                                                                      | 32' Doni                                            |
| 21       | 30 novembre 1997  | Stadio Angelino Nobile, Lentini Eccellenza                             | 1997-1998 | Leonzio-Siracusa | 0-4              |                                                                                 | 7', 65' Marchese, 53', 78' De Luca                  |
| 22       | 5 aprile 1998     | Stadio Nicola De Simone, Siracusa Eccellenza                           | 1997-1998 | Siracusa-Leonzio | 0-2              |                                                                                 | 12' Bosco, 93' Schillaci                            |
| 23       | 24 ottobre 1999   | Stadio Angelino Nobile, Lentini Eccellenza                             | 1999-2000 | Leonzio-Siracusa | 0-0 (0-2 a tav.) |                                                                                 |                                                     |
| 24       | 27 febbraio 2000  | Stadio Nicola De Simone, Siracusa Eccellenza                           | 1999-2000 | Siracusa-Leonzio | 1-0              | 82' Perotti                                                                     |                                                     |
| 25       | 22 ottobre 2000   | Stadio Angelino Nobile, Lentini Eccellenza                             | 2000-2001 | Leonzio-Siracusa | 1-1              | 31' Vinci                                                                       | 75' Randazzo                                        |
| 26       | 4 febbraio 2001   | Stadio Nicola De Simone, Siracusa Eccellenza                           | 2000-2001 | Siracusa-Leonzio | 3-2              | 35' Fecarotta, 54' Merolla, 70' Puntillo                                        | 40' Beninato, 60' Sarno                             |
| 27       | 25 agosto 2002    | Stadio Angelino Nobile, Lentini Coppa Italia Serie D                   | 2002-2003 | Leonzio-Siracusa | 0-0              |                                                                                 |                                                     |
| 28       | 1 settembre 2002  | Stadio Nicola De Simone, Siracusa Coppa Italia Serie D                 | 2002-2003 | Siracusa-Leonzio | 2-1              | 44' Filicetti, 90' Pannitteri (r)                                               | 48' La Vaccara                                      |
| 29       | 8 dicembre 2002   | Stadio Nicola De Simone, Siracusa Serie D                              | 2002-2003 | Siracusa-Leonzio | 2-1              | 53' Fagone (aut.), 93' Pannitteri (r)                                           | 28' Grillo                                          |
| 30       | 13 aprile 2003    | Stadio Angelino Nobile, Lentini Serie D                                | 2002-2003 | Leonzio-Siracusa | 2-1              | 24' Spigoli, 44' La Vaccara                                                     | 7' Del Vecchio                                      |
| 31       | 24 agosto 2003    | Stadio Nicola De Simone, Siracusa Coppa Italia Serie D                 | 2003-2004 | Siracusa-Leonzio | 1-0              | 63' Tiscione                                                                    |                                                     |
| 32       | 31 agosto 2003    | Stadio Angelino Nobile, Lentini Coppa Italia Serie D                   | 2003-2004 | Leonzio-Siracusa | 1-3              | 78' La Vaccara                                                                  | 20', 69' Pannitteri, 69' Auricchio                  |
| 33       | 16 novembre 2003  | Stadio Angelino Nobile, Lentini Serie D                                | 2003-2004 | Leonzio-Siracusa | 1-0              | 10' Galluzzo                                                                    |                                                     |
| 34       | 21 marzo 2004     | Stadio Nicola De Simone, Siracusa Serie D                              | 2003-2004 | Siracusa-Leonzio | 2-1              | 52' Sisalli, 75' Selvaggio                                                      | 57' Fascetto                                        |
| 35       | 4 novembre 2012   | Stadio Nicola De Simone, Siracusa Terza Categoria                      | 2012-2013 | Siracusa-Leonzio | 4-1              | 18', 93' Midolo, 34' Reale, 55' Bianchini                                       | 89' Sgroi                                           |
| 36       | 3 febbraio 2013   | Stadio Angelino Nobile, Lentini Terza Categoria                        | 2012-2013 | Leonzio-Siracusa | 0-1              |                                                                                 | 65' Favara (r)                                      |
| 37       | 17 dicembre 2017  | Stadio Angelo Massimino, Catania Serie C                               | 2017-2018 | Leonzio-Siracusa | 0-0              |                                                                                 |                                                     |
| 38       | 6 maggio 2018     | Stadio Nicola De Simone, Siracusa Serie C                              | 2017-2018 | Siracusa-Leonzio | 1-0              | 27' Scardina                                                                    |                                                     |
| 39       | 10 ottobre 2018   | Stadio Nicola De Simone, Siracusa Coppa Italia Serie C                 | 2018-2019 | Siracusa-Leonzio | 1-0              | 8' Vázquez                                                                      |                                                     |
| 40       | 2 dicembre 2018   | Stadio Nicola De Simone, Siracusa Serie C                              | 2018-2019 | Siracusa-Leonzio | 0-0              |                                                                                 |                                                     |
| 41       | 31 marzo 2019     | Stadio Angelino Nobile, Lentini Serie C                                | 2018-2019 | Leonzio-Siracusa | 1-2              | 73' Miracoli                                                                    | 7', 52' Vázquez                                     |
| 42       | 26 settembre 2021 | Stadio Angelino Nobile, Lentini Eccellenza                             | 2021-2022 | Leonzio-Siracusa | 3-2              | 32’ D’Emanuele, 48’ Abate, 80’ Marino                                           | 2’ Montagno (r), 19’ Ricca                          |
| 43       | 18 dicembre 2022  | Stadio Nicola De Simone, Siracusa Eccellenza                           | 2022-2023 | Siracusa-Leonzio | 4-1              | 2’ Camara, 47’ Savasta, 76’ Privitera, 91’ Carbonaro (aut.)                     | 41’ Carbonaro (r)                                   |
| 44       | 16 aprile 2023    | Stadio Angelino Nobile, Lentini Eccellenza                             | 2022-2023 | Leonzio-Siracusa | 3-2              | 35’ Panarello, 93’ Carbonaro (r), 96’ D’Emanuele                                | 36’, 90’ Ficarrotta                                 |

|                      | Gare | Vittorie Siracusa | Pareggi | Vittorie Leonzio | Gol Siracusa | Gol Leonzio |
| Serie C/C1/C2        | 10   | 6                 | 2       | 2                | 12           | 5           |
| Coppa Italia C       | 9    | 5                 | 2       | 2                | 13           | 4           |
| Campionati regionali | 20   | 9                 | 5       | 7                | 31           | 24          |
| Coppa Italia D       | 4    | 3                 | 1       | 0                | 6            | 2           |
| Totale               | 44   | 23                | 10      | 11               | 62           | 35          |

Marcatori
| Gol |  |  | Giocatore            | Squadra  |
| --- |  |  | -------------------- | -------- |
| 5   |  |  | Francesco Pannitteri | Siracusa |
| 3   |  |  | Calogero La Vaccara  | Leonzio  |
| 3   |  |  | Federico Vázquez     | Siracusa |
| 3   |  |  | Amerigo Paradiso     | Siracusa |

### Altri derby della provincia
Di seguito l'elenco di altri derby della provincia maggiormente rappresentativi affrontati dal Siracusa Calcio tra campionato e coppa Italia.
| Tot gare | Squadra        | V | N | P |
| -------- | -------------- | - | - | - |
| 12       | Floridia       | 8 | 4 | 0 |
| 12       | Palazzolo      | 8 | 3 | 1 |
| 11       | Rosolini       | 7 | 4 | 0 |
| 9        | Megara Augusta | 8 | 0 | 1 |
| 8        | Noto           | 4 | 3 | 1 |
| 5        | Avola          | 4 | 1 | 0 |
| 5        | Canicattini    | 3 | 2 | 0 |

## Stracittadine
La stracittadina maggiormente rilevante è quella tra il Siracusa ed il Real Siracusa in quanto più volte i due club si sono affrontati. La prima stracittadina ufficiale della storia avviene il 9 settembre 2020; Disputata a Siracusa, la vincono gli azzurri per 2 a 0 con rete di Maimone al 89' e Grasso al 92'.
Qui di seguito si riporta la lista completa in ordine cronologico dei 10 derby calcistici disputati in gare ufficiali dal 2020.
| Derby n° | Data              | Stadio Competizione                            | Stagione  | Match                  | Risultato | Marcatori                              | Marcatori                              |
| -------- | ----------------- | ---------------------------------------------- | --------- | ---------------------- | --------- | -------------------------------------- | -------------------------------------- |
| 1        | 09 settembre 2020 | Stadio Nicola De Simone, Siracusa Coppa Italia | 2020-2021 | Siracusa-Real Siracusa | 2-0       | 89' Maimone, 92' Grasso                |                                        |
| 2        | 13 settembre 2020 | Stadio Giorgio Di Bari, Siracusa Coppa Italia  | 2020-2021 | Real Siracusa-Siracusa | 1-0       | 3' Quarto                              |                                        |
| 3        | 29 settembre 2021 | Stadio Nicola De Simone, Siracusa Coppa Italia | 2021-2022 | Siracusa-Real Siracusa | 2-1       | 60' Ricca, 77' Montagno                | 35' Frittitta                          |
| 4        | 13 ottobre 2021   | Stadio Nicola De Simone, Siracusa Coppa Italia | 2021-2022 | Real Siracusa-Siracusa | 0-3       |                                        | 3' Failla, 77' Montagno (r), 93' Magro |
| 5        | 12 dicembre 2021  | Stadio Nicola De Simone, Siracusa Campionato   | 2021-2022 | Real Siracusa-Siracusa | 0-1       |                                        | 34' Montagno (r)                       |
| 6        | 10 aprile 2022    | Stadio Nicola De Simone, Siracusa Campionato   | 2021-2022 | Siracusa-Real Siracusa | 2-0       | 43' Palmisano, 72' Catania             |                                        |
| 7        | 28 agosto 2022    | Stadio Meno Di Pasquale, Avola Coppa Italia    | 2022-2023 | Real Siracusa-Siracusa | 0-1       |                                        | 14' Ficarrotta                         |
| 8        | 07 settembre 2022 | Stadio Nicola De Simone, Siracusa Coppa Italia | 2022-2023 | Siracusa-Real Siracusa | 2-0       | 58’ Ficarrotta, 70’ Cianci             |                                        |
| 9        | 10 dicembre 2022  | Stadio Nicola De Simone, Siracusa Campionato   | 2022-2023 | Real Siracusa-Siracusa | 1-2       | 56’ Toure                              | 11’ Savasta, 46’ Savasta               |
| 10       | 08 aprile 2023    | Stadio Nicola De Simone, Siracusa Campionato   | 2022-2023 | Siracusa-Real Siracusa | 4-0       | 23',35' Arquin, 66' Iraci, 79' Belluso |                                        |

|                      | Gare | Vittorie Siracusa | Pareggi | Vittorie Real Siracusa | Gol Siracusa | Gol Real Siracusa |
| Campionati regionali | 4    | 4                 | 0       | 0                      | 9            | 1                 |
| Coppa Italia         | 6    | 5                 | 0       | 1                      | 10           | 2                 |
| Totale               | 10   | 9                 | 0       | 1                      | 19           | 3                 |

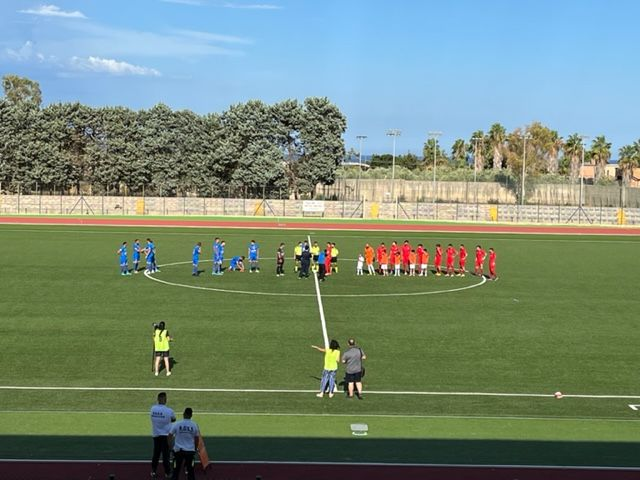
La stracittadina Real Siracusa-Siracusa 0-1 del 28 agosto 2022

Di seguito l'elenco delle altre stracittadine affrontate dal Siracusa Calcio tra campionato e coppa Italia.
- 12 settembre 2001: Siracusa-Libertas Rari Nantes 1-1 (Coppa Italia)
- 17 novembre 2019: Siracusa-Riccardo Garrone SR 1-1 (Campionato)

## I record

### Record di imbattibilità casalinga
Di seguito la miglior serie positiva consecutiva (40) di imbattibilità giocata dal Siracusa Calcio in campionato in gare casalinghe.
| N  | Data             | Avversario                 | Risultato | Categoria                  |
| -- | ---------------- | -------------------------- | --------- | -------------------------- |
| 1  | 5 aprile 1931    | Siracusa - Catanzaro       | 2-1       | Prima Divisione            |
| 2  | 4 ottobre 1931   | Siracusa - Taranto         | 1-1       | Prima Divisione            |
| 3  | 18 ottobre 1931  | Siracusa - Savoia          | 2-1       | Prima Divisione            |
| 4  | 1 novembre 1931  | Siracusa - Catanzaro       | 2-1       | Prima Divisione            |
| 5  | 8 novembre 1931  | Siracusa - Peloro Messina  | 4-0       | Prima Divisione            |
| 6  | 29 novembre 1931 | Siracusa - Juve Stabia     | 5-0       | Prima Divisione            |
| 7  | 3 gennaio 1932   | Siracusa - Messina         | 3-1       | Prima Divisione            |
| 8  | 17 gennaio 1932  | Siracusa - Cosenza         | 1-0       | Prima Divisione            |
| 9  | 7 febbraio 1932  | Siracusa - Angri           | 7-0       | Prima Divisione            |
| 10 | 14 febbraio 1932 | Siracusa - Trani           | 5-0       | Prima Divisione            |
| 11 | 28 febbraio 1932 | Siracusa - Reggina         | 3-2       | Prima Divisione            |
| 12 | 28 marzo 1932    | Siracusa - Molfetta        | 4-0       | Prima Divisione            |
| 13 | 17 aprile 1932   | Siracusa - Bagnolese       | 3-0       | Prima Divisione            |
| 14 | 24 aprile 1932   | Siracusa - Salernitana     | 2-0       | Prima Divisione            |
| 15 | 22 maggio 1932   | Siracusa - Catania         | 2-0       | Prima Divisione            |
| 16 | 2 ottobre 1932   | Siracusa - Nissa           | 5-1       | Prima Divisione            |
| 17 | 9 ottobre 1932   | Siracusa - Catania         | 1-1       | Prima Divisione            |
| 18 | 2 ottobre 1932   | Siracusa - Trapani         | 2-1       | Prima Divisione            |
| 19 | 9 ottobre 1932   | Siracusa - Palermo B       | 6-0       | Prima Divisione            |
| 20 | 6 novembre 1932  | Siracusa - Peloro Messina  | 4-0       | Prima Divisione            |
| 21 | 11 dicembre 1932 | Siracusa - Akragas         | 2-1       | Prima Divisione            |
| 22 | 8 gennaio 1933   | Siracusa - Acireale        | 1-0       | Prima Divisione            |
| 23 | 12 marzo 1933    | Siracusa - Catanzaro       | 1-1       | Prima Divisione            |
| 24 | 26 marzo 1933    | Siracusa - Reggina         | 2-1       | Prima Divisione            |
| 25 | 16 aprile 1933   | Siracusa - Cosenza         | 3-0       | Prima Divisione            |
| 26 | 1 ottobre 1933   | Siracusa - Napoli B        | 6-0       | Prima Divisione            |
| 27 | 15 ottobre 1933  | Siracusa - Catania         | 4-2       | Prima Divisione            |
| 28 | 5 novembre 1933  | Siracusa - Salernitana     | 1-0       | Prima Divisione            |
| 29 | 19 novembre 1933 | Siracusa - Palermo B       | 3-2       | Prima Divisione            |
| 30 | 26 novembre 1933 | Siracusa - Termini Imerese | 1-0       | Prima Divisione            |
| 31 | 3 dicembre 1933  | Siracusa - Savoia          | 3-0       | Prima Divisione            |
| 32 | 17 dicembre 1933 | Siracusa - Palmese         | 2-0       | Prima Divisione            |
| 33 | 7 gennaio 1934   | Siracusa - Reggina         | 3-0       | Prima Divisione            |
| 34 | 21 gennaio 1934  | Siracusa - Peloro Messina  | 4-0       | Prima Divisione            |
| 35 | 4 febbraio 1934  | Siracusa - Bagnolese       | 6-0       | Prima Divisione            |
| 36 | 18 febbraio 1934 | Siracusa - Cosenza         | 4-0       | Prima Divisione            |
| 37 | 11 marzo 1934    | Siracusa - Nissa           | 2-1       | Prima Divisione            |
| 38 | 8 aprile 1934    | Siracusa - Trapani         | 2-0       | Prima Divisione            |
| 39 | 20 maggio 1934   | Siracusa - Monza           | 2-1       | Prima Divisione (Play Off) |
| 40 | 17 giugno 1934   | Siracusa - Pescara         | 2-0       | Prima Divisione (Play Off) |

### Record di imbattibilità in campionato
Di seguito la miglior serie positiva consecutiva (24) di imbattibilità giocata dal Siracusa Calcio in campionato.
| N  | Data              | Incontro                      | Risultato | Categoria  |
| -- | ----------------- | ----------------------------- | --------- | ---------- |
| 1  | 14 settembre 2014 | Paternò - Siracusa            | 1-1       | Eccellenza |
| 2  | 21 settembre 2014 | Siracusa - Modica             | 3-0       | Eccellenza |
| 3  | 5 ottobre 2014    | Siracusa - Acireale           | 5-0       | Eccellenza |
| 4  | 12 ottobre 2014   | Milazzo - Siracusa            | 0-0       | Eccellenza |
| 5  | 19 ottobre 2014   | Siracusa - Giarre             | 2-0       | Eccellenza |
| 6  | 26 ottobre 2014   | Sporting Viagrande - Siracusa | 0-0       | Eccellenza |
| 7  | 2 novembre 2014   | Siracusa - Taormina           | 2-0       | Eccellenza |
| 8  | 9 novembre 2014   | Vittoria - Siracusa           | 2-2       | Eccellenza |
| 9  | 16 novembre 2014  | Siracusa - Castelbuonese      | 2-1       | Eccellenza |
| 10 | 23 novembre 2014  | Città di Messina - Siracusa   | 1-3       | Eccellenza |
| 11 | 30 novembre 2014  | Siracusa - Igea Virtus        | 1-0       | Eccellenza |
| 12 | 7 dicembre 2014   | Siracusa - Rosolini           | 3-1       | Eccellenza |
| 13 | 13 dicembre 2014  | San Pio X - Siracusa          | 2-3       | Eccellenza |
| 14 | 21 dicembre 2014  | Scordia - Siracusa            | 0-1       | Eccellenza |
| 15 | 4 gennaio 2015    | Siracusa - Paternò            | 3-1       | Eccellenza |
| 16 | 11 gennaio 2015   | Modica - Siracusa             | 1-1       | Eccellenza |
| 17 | 25 gennaio 2015   | Acireale - Siracusa           | 0-1       | Eccellenza |
| 18 | 1 febbraio 2015   | Siracusa - Milazzo            | 0-0       | Eccellenza |
| 19 | 8 febbraio 2015   | Giarre - Siracusa             | 1-3       | Eccellenza |
| 20 | 15 febbraio 2015  | Siracusa - Sporting Viagrande | 0-0       | Eccellenza |
| 21 | 22 febbraio 2015  | Taormina - Siracusa           | 0-3       | Eccellenza |
| 22 | 1 marzo 2015      | Siracusa - Vittoria           | 5-0       | Eccellenza |
| 23 | 8 marzo 2015      | Castelbuonese - Siracusa      | 1-1       | Eccellenza |
| 24 | 15 marzo 2015     | Siracusa - Città di Messina   | 2-0       | Eccellenza |

### Record di imbattibilità della porta
Di seguito la miglior serie positiva consecutiva di imbattibilità della porta giocata dal Siracusa Calcio in campionato, realizzata nella stagione 1970-1971 dal portiere Vincenzo Fazzino durata 1.082 minuti.
| N  | Data             | Incontro                         | Risultato | Minuti | Gol subito                                  |
| -- | ---------------- | -------------------------------- | --------- | ------ | ------------------------------------------- |
| /  | 29 novembre 1970 | Siracusa - Trapani               | 1-1       | 66'    | Gol Trapani al 66' realizzato da Sorrentino |
| 1  | 6 dicembre 1970  | Amatori Palermo - Siracusa       | 0-0       | 90'    | /                                           |
| 2  | 13 dicembre 1970 | Siracusa - Cantieri Palermo      | 0-0       | 90'    | /                                           |
| 3  | 20 dicembre 1970 | Netina - Siracusa                | 0-0       | 90'    | /                                           |
| 4  | 3 gennaio 1971   | Siracusa - Juventus Bagheria     | 1-0       | 90'    | /                                           |
| 5  | 10 gennaio 1971  | Massiminiana - Siracusa          | 0-0       | 90'    | /                                           |
| 6  | 27 gennaio 1971  | Siracusa - Folgore Castelvetrano | 1-0       | 90'    | /                                           |
| 7  | 24 gennaio 1971  | Leonzio - Siracusa               | 0-0       | 90'    | /                                           |
| 8  | 31 gennaio 1971  | Siracusa - Canicattì             | 1-0       | 90'    | /                                           |
| 9  | 7 febbraio 1971  | Marsala - Siracusa               | 0-0       | 90'    | /                                           |
| 10 | 14 febbraio 1971 | Siracusa - Paternò               | 2-0       | 90'    | /                                           |
| 11 | 21 febbraio 1971 | Ragusa - Siracusa                | 0-3       | 90'    | /                                           |
| /  | 28 febbraio 1971 | Siracusa - Avola                 | 2-1       | 68'    | Gol Avola al 68' realizzato da Pacco        |

### Record di squadra
| Migliori vittorie In assoluto In casa: 16-0 - Siderno (20 dicembre 1942) In trasferta: 6-0 - Belpasso (2 febbraio 2003) In Serie B In casa: 6-0 - Bari (18 febbraio 1951) In trasferta: 4-2 - Anconitana (17 giugno 1951) In Serie C In casa: 16-0 - Siderno (20 dicembre 1942) In trasferta: 6-1 - Potenza (24 maggio 1942) | Peggiori sconfitte In assoluto In casa: 0-4 - Avellino (12 marzo 1967) In trasferta: 0-10 - Catanzaro (11 gennaio 1959) In Serie B In casa: 0-4 - Spezia (23 aprile 1950) In trasferta: 2-8 - Modena (23 settembre 1951) In Serie C In casa: 0-4 - Avellino (12 marzo 1967) In trasferta: 0-10 - Catanzaro (11 gennaio 1959) |
| Punti e imbattibilità In assoluto Maggior numero di punti in campionato: Maggior numero: 81 (2008-2009, 36 partite), (2023-2024, 34 partite) Minor numero: 19 (1967-1968, 36 partite) - Vittorie in campionato Maggior numero: 25 (2023-2024, 34 partite), (2024-2025, 32 partite) Minor numero: 4 (1992-1993, 34 partite) - Sconfitte in campionato Maggior numero: 23 (1967-1968, 36 partite) Minor numero: 1 (2012-2013, 18 partite) In Serie B - Maggior numero di punti in campionato 2 punti a vittoria: 44 (1950-1951, 40 partite) - Minor numero di punti in un campionato di Serie B 2 punti a vittoria: 27 (1952-1953, 34 partite) - Vittorie in campionato Maggior numero: 18 (1950-1951, 40 partite) Minor numero: 8 (1952-1953, 34 partite) - Sconfitte in campionato Minor numero: 10 (1947-1948, 34 partite) Maggior numero: 19 (1948-1949, 42 partite) - Pareggi in campionato Maggior numero: 11 (1949-1950, 34 partite) Minor numero: 5 (1946-1950, 34 partite) In Serie C - Maggior numero di punti in campionato 2 punti a vittoria: 44 (1960-1961 e 1988-1989 34 partite) 3 punti a vittoria: 58 (2011-2012, 34 partite) - Minor numero di punti in campionato 2 punti a vittoria: 19 (1967-1968, 36 partite) 3 punti a vittoria: 44 (2010-2011, 34 partite) - Vittorie in campionato Maggior numero: 18 (2011-2012, 34 partite) Minor numero: 4 (1992-1993, 34 partite) - Sconfitte in campionato Minor numero: 2 (1942-1943, 15 partite) Maggior numero: 23 (1968-1969, 36 partite) - Pareggi in campionato Maggior numero: 19 (1992-1993, 34 partite) Minor numero: 2 (1942-1943, 15 partite) | Primati solitari In assoluto - Maggior numero di vittorie consecutive In campionato: 10 (2023-2024 - Miglior serie positiva consecutiva In casa: 40 (dal 5 aprile 1931 al 17 giugno 1934) In campionato: 24 (dal 14 settembre 2014 al 15 marzo 2015) - Periodo più lungo senza subire reti In campionato: 1.082' Vincenzo Fazzino (1970-1971) - Vincitori classifica marcatori In campionato: 17 Walter Ballarin (1978-1979) In campionato: 15 Andrea Telesio (1981-1982) In campionato: 15 Girolamo Bizzarri (1990-1991) In campionato: 23 Antonino De Luca (1997-1998) In campionato: 20 Francesco Pannitteri (2002-2003) In campionato: 24 Vincenzo Cosa (2008-2009) In campionato: 21 Emanuele Catania (2015-2016) In campionato: 18 Domenico Maggio, Giuliano Alma (2023-2024) |
| Gol In assoluto - Gol segnati in campionato Maggior numero: 79 (2023-2024 36 partite) Minor numero: 17 (1992-1993, 34 partite) - Gol subiti in campionato Minor numero: 10 (2012-2013, 18 partite) Maggior numero: 71 (1949-1950, 42 partite) In Serie B - Gol segnati in campionato Maggior numero: 68 (1949-1950, 42 partite) Minor numero: 30 (1952-1953, 34 partite) - Gol subiti in campionato Minor numero: 33 (1947-1948, 34 partite) Maggior numero: 71 (1949-1950, 42 partite) In Serie C - Gol segnati in campionato Maggior numero: 60 (1939-1940, 28 partite) Minor numero: 17 (1992-1993, 34 partite) - Gol subiti in campionato Minor numero: 11 (1938-1939, 22 partite) Maggior numero: 60 (1958-1959, 34 partite) In Coppa Italia Serie D. | |

## Real Siracusa

### Storia
Il Real Siracusa nasce nel 2016 grazie all’impegno di Antonello Liuzzo che ne rileva il titolo sportivo dal Belvedere Città Giardino, formazione militante nel campionato di Promozione. Dopo due campionati transitori, nella stagione 2018-2019 ottiene il secondo posto in classifica, accedendo di diritto ai playoff promozione, sotto la guida tecnica di Danilo Gallo, al quale riesce l’impresa di vincere la finale contro il Carlentini sul neutro di Palazzolo Acreide, ottenendo la storica promozione al campionato di Eccellenza grazie ai gol nei tempi supplementari di Iacono, e Pandolfo. Dal 2019 al 2024 il club ottiene il mantenimento della categoria, disputando ottimi campionati che la vedono stazionare costantemente a ridosso della zona playoff, valorizzando calciatori della provincia di Siracusa. Nell’estate del 2024, in virtù di alcune vicissitudini societarie che ne potevano compromettere il mantenimento della categoria, il club avvia un nuovo progetto sportivo grazie alla collaborazione con il Siracusa Calcio 1924 che ne rileva il sodalizio, diventando ufficialmente la seconda squadra degli azzurri con cambio dei colori sociali (dal biancorosso all’azzurro classico dei completini) e dello stemma riconducibili alla prima squadra cittadina.
La stagione 2024-2025 si dimostra fin da subito un'annata complicata, per via di alcune scelte gestionali discutibili che hanno comportato poi un girone di andata pessimo, relegando gli azzurri nelle ultime posizioni. Dopo il cambio allenatore (via Di Mauro per Attardo) ed il ritorno in rosa di alcuni calciatori siracusani (su tutti Frittitta), la squadra pur rimanendo nelle ultime posizioni, nel girone di ritorno riesce ad agganciare la zona play-out all’ultima giornata di campionato, garantendosi lo spareggio salvezza. Il 4 maggio 2025, nella stessa giornata dove il Siracusa ottiene la promozione in Serie C, il Real Siracusa riesce nell’impresa di raggiungere la salvezza in campionato, vincendo in casa dello Jonica per 2-0 (unico risultato possibile per ottenere il mantenimento della categoria) grazie alle reti di Di Stefano al 4’ del primo tempo ed a Guehi in pieno recupero al 48’ del secondo tempo, garantendosi così per il settimo anno consecutivo la partecipazione al quinto livello calcistico del calcio italiano.
Il 18 luglio 2025, si fonde con l'Apd Melilli trasferendosi a Melilli e lasciando immutata la denominazione originaria. Così facendo, la società verdenero ha ottenuto, per la prima volta nella sua storia, il titolo sportivo di Eccellenza.

### Colori
L'uniforme di gioco del Real Siracusa, identica a quella indossata dalla prima squadra, è composta da una maglia azzurra, tradizionalmente abbinata a pantaloncini e calzettoni azzurri.
Originariamente il club nasce con i colori biancazzurri (retaggio del Belvedere Città Giardino) per poi essere sostituiti dalla stagione 2019-2020 alla stagione 2023-2024 dai colori biancorossi.

### Simboli ufficiali
Dalla stagione 2024-2025 è stato portato avanti un progetto di renaming per la seconda squadra azzurra. Nell'occasione il club ha introdotto un secondary logo specificamente riservato a essa: in questo è presente il simbolo del leone classico del Siracusa differenziato dai colori, passando dall’arancione classico al color azzurro con bordi bianchi, con la novità di una corona a richiamare le origini del Real.

### Allenatori
Di seguito la cronologia degli allenatori che si sono susseguiti negli anni.
- 2016-2017  Nicola Bonarrivo
- 2017-2018  Walter Forti
- 2018-2022  Danilo Gallo
- 2022-2023  Danilo Gallo
 Vittorio Jemma
- 2023-2024  Elio Moncada
 Vittorio Jemma

- 2024-2025  Gaetano Di Mauro
 Massimo Attardo

### Presidenti
Di seguito la cronologia dei presidenti che si sono susseguiti negli anni.
- 2016-2020   Antonello Liuzzo
- 2020-2022   Sebastiano Greco
- 2022-2024   Francesco Raciti

- 2024-oggi   Francesco Raciti

### Capitani
Di seguito la cronologia dei capitani che si sono susseguiti negli anni.
- 2016-2018  Giovanni Cerruto
- 2018-2023  Pierpaolo Ruiz
- 2023-2024  Danilo Ulma

- 2024-2025  Danilo Ulma

### Partecipazione ai campionati

#### Campionati
| Livello | Categoria  | Partecipazioni | Debutto   | Ultima stagione | Totale |
| ------- | ---------- | -------------- | --------- | --------------- | ------ |
| 5º      | Eccellenza | 6              | 2019-2020 | 2024-2025       | 6      |
| 6º      | Promozione | 3              | 2016-2017 | 2018-2019       | 5      |

## Siracusa Calcio 1924 femminile

### Storia
A Siracusa il calcio femminile nasce nel 2019 grazie al Santa Lucia Women fondata da Simone Di Stefano che iscrive una prima società calcistica femminile di calcio a 11 nella storia dello sport cittadino.

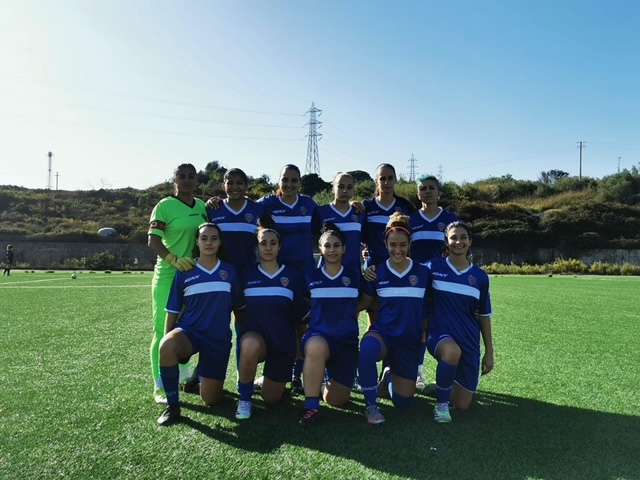
Il Siracusa Calcio 1924 femminile

Dopo quattro anni, il club biancoverde non rinnova l’iscrizione, lasciando il passo al Siracusa Calcio 1924 femminile club presieduto da Alessandro Ricci che, visti gli ottimi risultati ottenuti nel passato, decide di confermare per intero il gruppo di atlete e staff.
Nella stagione 2023-2024 termina la stagione al primo posto, ottenendo il pass alla fase finale per la promozione in Serie C. Classificata al primo posto insieme alla Giovanile Rocca nella fase finale, con quest’ultima disputa sul campo neutro di Ragalna lo spareggio promozione, dove le azzurre si impongono con il risultato di 3-1 grazie alla tripletta della calciatrice gelese Lucrezia Rizzo, la quale regala alle aretusee una storica promozione al campionato di Serie C.
Il 16 marzo 2024 vince la Coppa Italia Eccellenza battendo il Palermo Women per 2-1 sul campo neutro di San Cataldo con doppietta di Lucrezia Rizzo. Conquistato il trofeo regionale, le ragazze allenate da mister Buda vengono ammesse alla fase nazionale di Coppa Italia, ottenendo un secondo posto finale nel triangolare disputato con Cosenza, Foggia e Potenza, che non gli permetterà però di ottenere il pass alla semifinale.
L’approccio con il campionato di Serie C per le azzurre non è dei più semplici, il Siracusa inanella una serie di sconfitte consecutive e di una certa consistenza che inducono lo staff tecnico a presentare le dimissioni dopo alcune giornate. A seguito di ciò si susseguono in panchina dapprima Sardelli e successivamente Jemma, concludendo la stagione al penultimo posto, con appena 7 punti in classifica, frutto di due vittorie, due pareggi e ben 24 sconfitte complessive, che condannano le aretusee alla retrocessione in Eccellenza.

### Colori e simboli
La prima formazione aretusea (Santa Lucia Women) dal 2019 al 2023 indossa una casacca dal colore biancoverde, colori rappresentativi della città, con logo riconoscitivo sul petto SL (Santa Lucia). Nella stagione 2022-2023 per un breve periodo, vennero adottati i colori azzurri del Siracusa Calcio 1924 per via di una collaborazione tra le due società. A partire dalla stagione 2023-2024, con la nascita del Siracusa Calcio 1924 femminile, la casacca azzurra e lo stemma del leone diventano ufficialmente colori e simboli del club.

### Allenatori
Di seguito la cronologia degli allenatori che si sono susseguiti negli anni.
- 2019-2020  Carmelo Petralito
- 2020-2022  Luigi La Rosa
- 2022-2023  Luciano Buda

- 2023-2024  Luciano Buda
- 2024-2025  Luciano Buda
 Mauro Sardelli
 Vittorio Jemma

### Presidenti
Di seguito la cronologia dei presidenti che si sono susseguiti negli anni.
- 2019-2023  Simone Di Stefano

- 2023-oggi  Aziz Mouddih

### Capitani
Di seguito la cronologia dei capitani che si sono susseguiti negli anni.
- 2019-2023  Simona Guardo

- 2023-2025  Aurora Aricò

### Partecipazione ai campionati

#### Campionati
| Livello | Categoria  | Partecipazioni | Debutto   | Ultima stagione | Totale |
| ------- | ---------- | -------------- | --------- | --------------- | ------ |
| 3º      | Serie C    | 1              | 2024-2025 | 2024-2025       | 1      |
| 4º      | Eccellenza | 5              | 2019-2020 | 2023-2024       | 5      |

### Competizioni regionali
- Eccellenza: 1

2023-2024
- Coppa Italia Eccellenza: 1

2023-2024